# Nina Fout
Nina Fout (née le 23 juin 1959 à Washington) est une cavalière américaine de concours complet.

## Carrière
Elle remporte la médaille de bronze par équipe aux Jeux olympiques d'été de 2000 avec Karen O'Connor, David O'Connor et Linden Wiesman.

## Source, notes et références
- (en) Cet article est partiellement ou en totalité issu de l’article de Wikipédia en anglais intitulé « Nina Fout » (voir la liste des auteurs).